# 1417
1417 (MCDXVII) fue un año común comenzado en viernes del calendario juliano.

## Acontecimientos
- Fin del Cisma de Occidente.
- Martín V sucede a Gregorio XII como papa.

## Nacimientos
- 23 de febrero - Paulo II, papa italiano (f. 1471).
- 25 de septiembre - Diego Hurtado de Mendoza y Figueroa, primer duque del Infantado

## Fallecimientos
- 31 de mayo - Guillermo II de Baviera, duque de Baviera-Straubing.